# Asplenium mantalingahanum
Asplenium mantalingahanum är en svartbräkenväxtart som beskrevs av P.M.Zamora och Co. Asplenium mantalingahanum ingår i släktet Asplenium och familjen Aspleniaceae. Inga underarter finns listade.